# سیارک ۲۶۴۱۱
سیارک ۲۶۴۱۱ (به انگلیسی: 26411 Jocorbferg، نامگذاری:1999XA40)۲۶۴۱۱مین سیارک کشف شده‌است که در ۰۶ دسامبر ۱۹۹۹ کشف شد.